# コロナ (住宅関連機器メーカー)
株式会社コロナ（英: CORONA CORPORATION）は、新潟県三条市に本社を置く、暖房機器・暖房器具や住宅設備機器などの製造販売を行う電機メーカーである。東京証券取引所スタンダード市場上場。
企業理念は、「あなたと共に夢...新たなライフシーン...を実現しお客様に喜んでいただけるコロナ」。
CIは「つぎの快適をつくろう。」。

## 概要
石油ストーブや石油ファンヒーターなどの暖房器具をメインに、エアコンや除湿機・加湿器を始めとする空調機器、また給湯器や温水器など住設機器の製造・販売を行っている。最近では自然冷媒ヒートポンプ式給湯機エコキュート事業にも力を入れており、世界で初めてエコキュートを販売するなどシェアを拡げつつある。同じく新潟県が本社のダイニチ工業とは創業地が同じ三条市であり、石油暖房機器分野でシェア争いを続けている。
暖房機器のイメージが強いが、かつて冷蔵庫、電子レンジ、洗濯機、掃除機、といった家電の製造販売もしていた時期がある。
2005年3月をもって松下電器産業（現・パナソニック）が石油暖房機器製造から撤退したことに伴い、ナショナルショップ（現・パナソニックショップ）にもコロナ製石油暖房機器が供給されるようになった。

## 社名
社名である「コロナ」はコンロの青い光がコロナ放電の色と似ていることや太陽の大気であるコロナのイメージから、石油暖房機を象徴的に表現するのに相応しいとして、石油コンロのブランド名として、創業者である内田鐡衛が考案し、命名。1935年（昭和10年）に商標登録した。その後、独自技術という財産をブランド価値として、さらに高めるために、1992年（平成4年）4月に社名を「株式会社内田製作所」から現在の「株式会社コロナ」に変更した。

### COVID-19による風評被害
ところが、2019年以降、新型コロナウイルス（COVID-19）が流行する事態が発生したことで「社名が新型コロナウイルスを連想させる」と言う風評被害を被ることとなった。これに関し、不安を感じる同社社員やその家族がいるとの報告を受けた小林一芳社長は「そもそもは、コロナは、太陽のコロナなんだと社員や子どもたちに伝えなければならない」と考え、コロナ社長名で「コロナではたらくかぞくをもつ、キミへ」と題して、主に社員の子どもに対して「両親に誇りを持ってほしい」との思いを込めた新聞広告を地元紙である新潟日報に出稿し、2020年6月13日付の朝刊に掲載した。この新聞広告は、以下の文言で締め括られている。
これが掲載されるや否や、すぐさま取材の申し入れがあり、6月15日の午前中に民放テレビ4社とNHKの同時取材を受け、さらに全国のメディアが取り上げた。全国から励ましのメッセージが届き、中には小学校の教員や校長がこの題材を取り上げ、子どもたち全員で書いた手紙が届いたりするほど反響があった。
2023年5月8日に新型コロナウイルスの感染症法上における位置づけを5類感染症に移行させることから、厚生労働省は同ウイルスの名称変更を検討。これを受けて、コロナ社長の大桃満はウイルスの名称を世界保健機関（WHO）が制定した「COVID-19」に変更するよう、同省に要望した。しかし、厚生労働省の専門部会は「既に『新型コロナウイルス』の名称が国民に定着している」などとして、引き続き現在の名称を使用することを2023年3月13日に発表した。

## 沿革
- 1937年（昭和12年） - 創業者内田鐡衛が石油コンロの製造工場として新潟県三条市南新保に内田製作所を設立。
- 1950年（昭和25年） - 商号を株式会社内田製作所に改組。
- 1955年（昭和30年） - 加圧式石油ストーブの生産を開始。
- 1973年（昭和48年） - 石油給湯器市場に参入。
- 1974年（昭和49年） - 営業部門を分離し、コロナ販売株式会社を設立。
- 1979年（昭和54年） - エアコンなど空調機器市場に参入、石油ファンヒーターの生産を開始。
- 1985年（昭和60年） - 白物家電事業に参入。
- 1992年（平成04年） - 株式会社内田製作所とコロナ販売株式会社が合併し、商号を現在の株式会社コロナに変更。
- 1996年（平成08年） - 当時の新潟証券取引所に株式上場。
- 1999年（平成11年） - 本社及び三条工場がISO 9001の認証を取得。
- 2000年（平成12年） - 東京証券取引所市場第二部に株式上場。証券コード5909。
- 2000年（平成12年） - 白物家電事業から撤退。
- 2001年（平成13年） - 東京電力・デンソーと共同開発にてエコキュートを世界で初めて販売。
- 2005年（平成17年） - 松下電器産業（現・パナソニック）の石油暖房機器製造撤退に伴い、ナショナルショップ（現・パナソニックショップ）にもコロナ製石油暖房機器を供給開始。
- 2006年（平成18年） - 東京証券取引所市場第一部に昇格。
- 2007年（平成19年） - 東京・横浜・高崎の3支店を統合、再編し、首都圏支店（東京都北区）並びに北関東支店（埼玉県さいたま市）を開設。
- 2008年（平成20年） - ナノミストサウナを同年8月から発売すると発表。
- 2015年（平成27年） - 「GeoSIS HYBRID（ジオシスハイブリッド）」が省エネ大賞の資源エネルギー庁長官賞を受賞。
- 2019年（令和元年） - 「コロナエコ暖クールエアコン」が地球温暖化防止活動環境大臣表彰を受賞。
- 2021年（令和03年） - ブランドアンバサダーに福本莉子を起用。
- 2023年（令和5年） - アウトドア向けブランド「OUTFIELD（アウトフィールド）」を設立。

## 主な製品
- 暖房器具
  - 石油ストーブ類
    - 石油ファンヒーター
    - FF式石油暖房機
    - ポット式石油ストーブ
    - 芯式石油ストーブ
      - 反射式の品番は「SX」で、対流式の品番は「SL」でそれぞれ始まっており、高圧放電点火採用機種は品番数字に「E」を冠して「SX-Eシリーズ」としている。反射式ストーブ現行モデルは（ヒーター切れの心配がなく確実に着火する）高圧放電点火（単2乾電池4本使用・アルカリ乾電池を推奨）が主流となっており、（単1乾電池を2本用いる）従来型フィラメント点火ヒーター採用機種のラインナップは大幅に縮小（対流式ストーブ「SLシリーズ」は2018年現在も全機種が「従来型フィラメント点火ヒーター」を採用・単1乾電池を2本入れるケースはカバー付き）。芯調節つまみは（従来の上下式を全廃し）回転式に統一され、従来型よりサイズ（直径）が大きくなり回しやすくなっている。反射式ストーブの灯油タンクは全機種「カートリッジ式」に統一され、給油時に手が汚れない「よごれま栓」・万一タンクが倒れても灯油がこぼれない「こぼれま栓」・燃焼中にタンクを抜くと瞬時に芯を下げて強制消火すると共に、タンク未装着時は芯が上がらず点火できなくすることで（灯油漏れによる）火災を未然に防ぐ「給油時自動消火装置」をそれぞれ採用して安全性を高めている（燃焼中にタンクを抜いての強制消火は「緊急消火」モードになるため、芯調節つまみを「臭いセーブ消火」位置まで手動で動かす通常消火に比べ消火時の臭いが強くなる。対流式ストーブの灯油タンクは本体内蔵式で給油時自動消火装置非搭載）。カートリッジタンク蓋は（従来のねじ式を全廃し）「つまみで固定するばね式」に統一され、蓋がきちんと閉まったか否かを目視で確認可能な「カラーサイン」が搭載されている（蓋がきちんと閉まれば「青」を表示。つまみを手前に引けば蓋は瞬時に全開。蓋は紛失防止のため軸となる片側を常にタンク本体へ固定する「落ちない灯油蓋」を採用。強い衝撃などにより蓋が変形して閉まらなくなった場合はタンク本体の交換が必要）。灯油残量が半分以下になると（油切れの約2時間前より）表示される「給油サイン」は全機種「カラーサイン式」を採用している（灯油が多い時は本体キャビネットと同じ色で、少なくなると赤色表示。カートリッジタンクには灯油を溢れさせないための「満量サイン」があり、油が入ると黒く変化。本体内蔵タンク式機種は油量計による直接表示）。

  - サロンヒーター
  - 加湿器
- 空調機器
  - エアコン　
    - 現在も家庭用エアコンで冷房専用モデルを販売しており、暖房はストーブ等を使う者から根強い人気がある。

  - 冷風機
  - 除湿機
- 住宅設備機器
  - 石油給湯器
  - エコキュート（デンソーと共同開発。ハウステックや積水ホームテクノにもOEM供給[注 1]）
  - 多機能型エコキュート
  - ナノミストサウナ
  - 電気温水器
  - 温水床暖房システム
  - 温水暖房システム
  - 温水ルームヒーター
  - 太陽熱温水器

### 過去
- 電子レンジ（リトルシェフという名で販売された）
- 冷蔵庫（三洋電機からのOEM製品）
- 洗濯機
- 掃除機
- 扇風機
- 電気カーペット

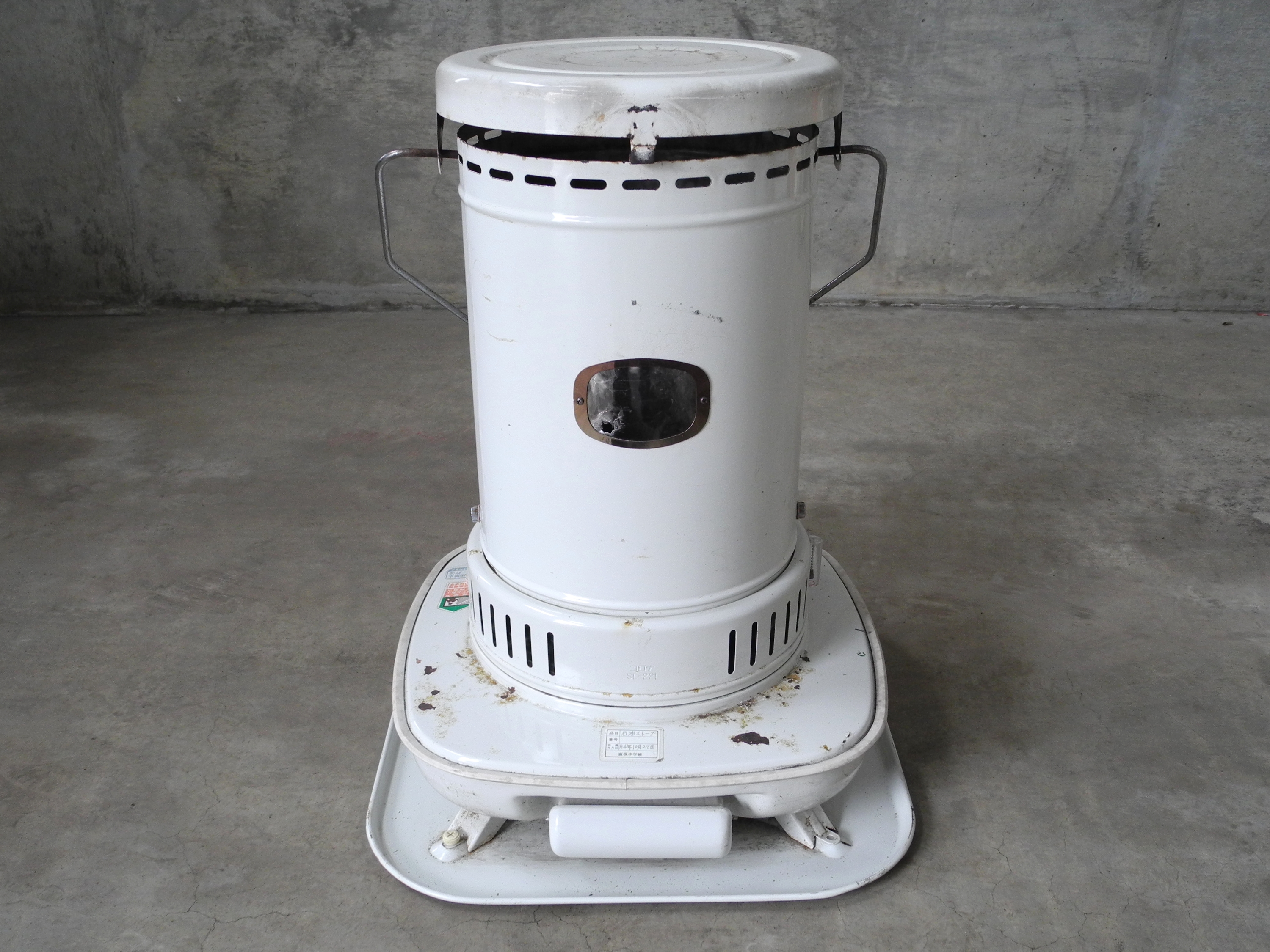
石油ストーブ
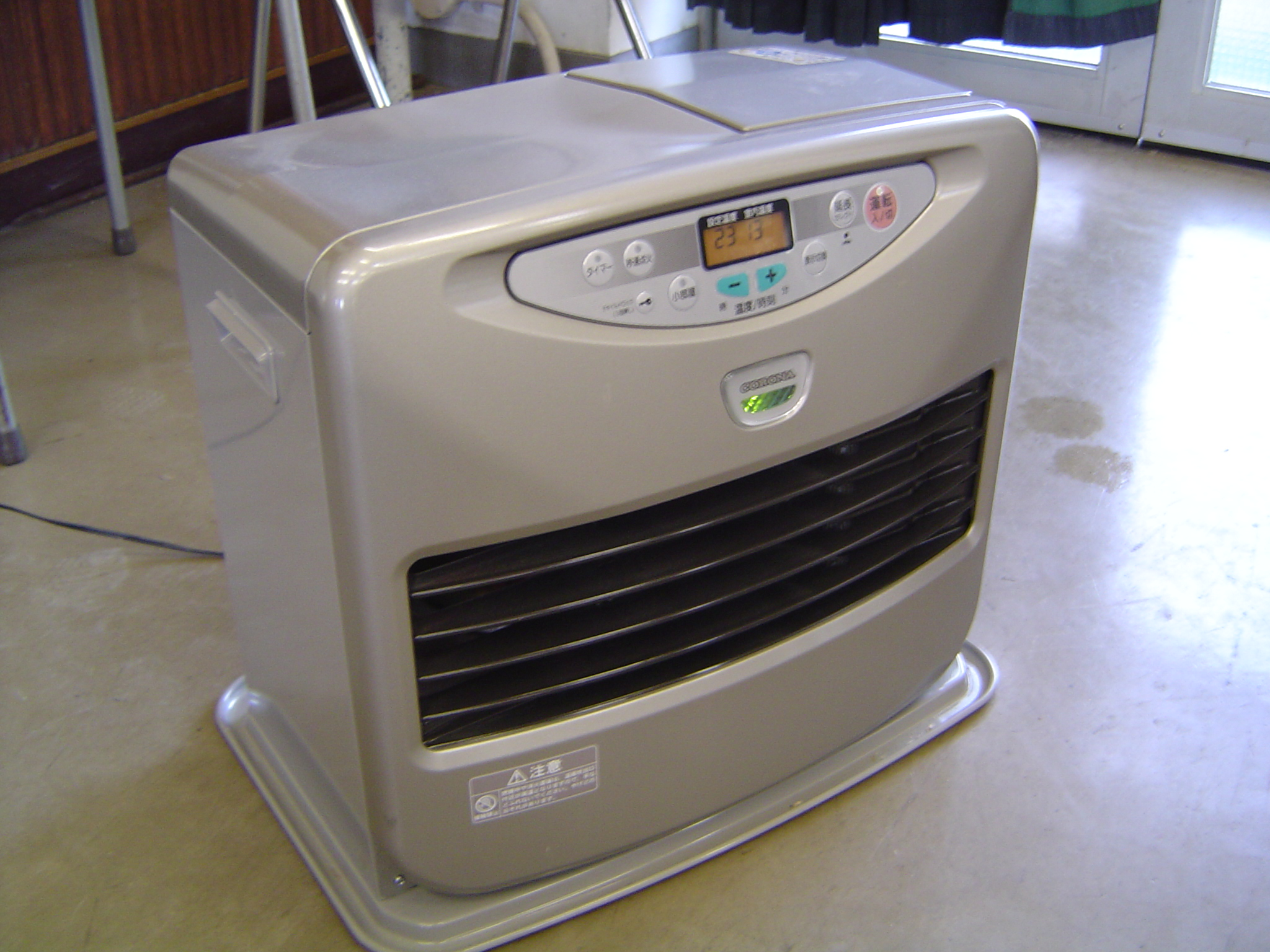
石油ファンヒーター
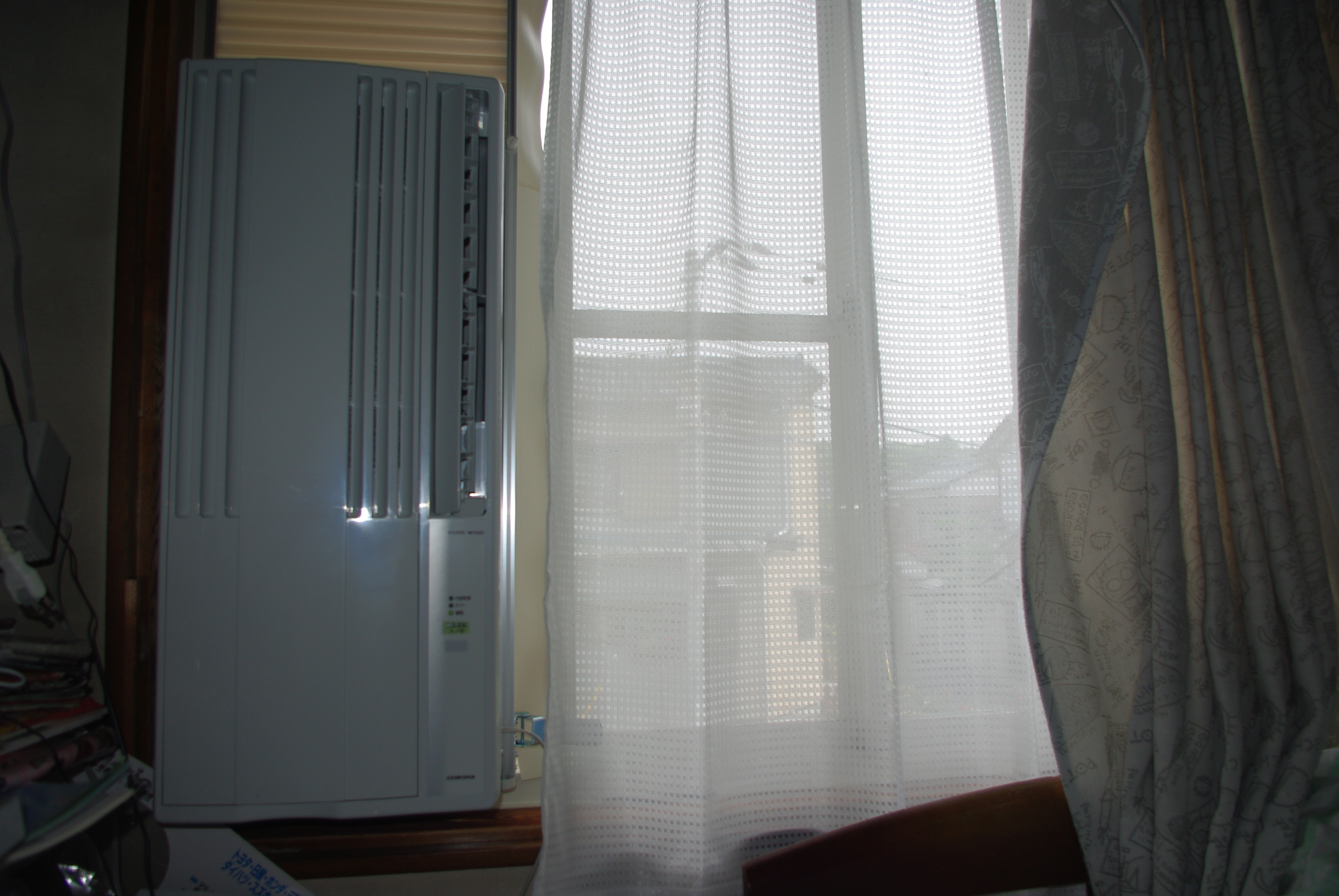
窓用クーラー

## CMに起用された著名人等
- 田中邦衛 - かつて石油ファンヒーターのCMに出演した俳優
- ポール牧 - かつて小型石油ファンヒーター「よごれま栓」シリーズのCMに出演した俳優
- 佐藤藍子 - 1997年にエアコンのCMに出演した女優
- 初音映莉子 - 1999年〜2001年にかけてエアコン「異風人」、寒冷地用大型ストーブ「スペース21」、石油ファンヒーター「よごれま栓」シリーズのCMに出演した女優
- ウルトラマン - 1999年〜2009年頃にかけて石油ファンヒーター「ウルトラサイン」シリーズのCMに出演したキャラクター
- 野口五郎 - 2000年にエアコン「異風人」のCMに出演した歌手
- 長澤まさみ - 2002年に石油ファンヒーターのCMに出演した女優
- 山本美月 - 2013年〜2014年にかけて「ナノリフレ」のCMに出演した女優
- 福本莉子 - 2021年からエアコン「ReLaLa（リララ）」、オイルレスヒーター「NOILHEAT(ノイルヒート)」のCMに出演している女優（2023年3月現在)

## 提供番組
2025（令和7年）1月現在・不定期枠による提供が多い。
- 木曜ドラマ・プライベートバンカー（テレビ朝日）

過去
- とことんやれ大奮戦!（日本テレビ系列）
- ズームイン!!朝!（同上・隔日）
- 行列のできる相談所（日本テレビ系列・隔日）※2022年7月から9月まで。
- しゃべくり007（日本テレビ系列）※2022年10月より12月まで、2023年7月・8月・11月・12月、2024年11月・12月。
- プレバト!!（MBS制作・TBS系列）※2024年6月より7月中旬まで。過去に2021年7月から9月までスポンサー経験あり。
- 中村敦夫の地球発22時（毎日放送制作・TBS系列）
  - 後継番組『地球発19時』でも引き続きスポンサーとして参加。
- クイズ!!ひらめきパスワード（同上・最末期）
- 知っとこ!（同上）
- DIY!! -どぅー・いっと・ゆあせるふ-（毎日放送『ドラマイズム』枠。新潟放送のみのローカルスポンサー）※2023年7月より。
- 関西テレビ制作・月曜夜10時枠の連続ドラマ (第一期)（関西テレビ制作・フジテレビ系列）
- 金曜女のドラマスペシャル（フジテレビ系列）
- ザ・ドラマチック ナイト（同上）
- 新報道2001（同上）
- 芸能人が本気で考えた!ドッキリGP・新しいカギ（同上）※2022年4月から6月まで、20時台。
- 月曜ワイド劇場（テレビ朝日系列）
- サンデー・フロントライン（同上）
- 人生の楽園（同上）
- 報道ステーション SUNDAY（同上）
- ドラマプレミア23・赤いナースコール（テレビ東京系列）※第5話より後半のみ。
- 松任谷由実のYuming Chord（TFM）
- むかいの喋り方（CBCラジオ）
- ニュース・パレード（文化放送） ほか